# Худзиці (Великопольське воєводство)
Худзиці (пол. Chudzice, нім. Kahlhorst) — село в Польщі, у гміні Сьрода-Велькопольська Сьредського повіту Великопольського воєводства.
Населення — 86 осіб (2011).
У 1975-1998 роках село належало до Познанського воєводства.

## Демографія
Демографічна структура станом на 31 березня 2011 року:
|          | Загалом | Допрацездатний вік | Працездатний вік | Постпрацездатний вік |
| -------- | ------- | ------------------ | ---------------- | -------------------- |
| Чоловіки | 45      | 12                 | 31               | 2                    |
| Жінки    | 41      | 8                  | 27               | 6                    |
| Разом    | 86      | 20                 | 58               | 8                    |